# Protohystricia alcis
Protohystricia alcis är en tvåvingeart som först beskrevs av Walker 1849.  Protohystricia alcis ingår i släktet Protohystricia och familjen parasitflugor. Inga underarter finns listade i Catalogue of Life.